# Maizeroy
Maizeroy település Franciaországban, Moselle megyében. Lakosainak száma 419 fő (2022. január 1.). Maizeroy Bazoncourt, Courcelles-Chaussy, Pange, Sanry-sur-Nied, Servigny-lès-Raville és Varize községekkel határos.

## Népesség
A település népességének változása:
| Lakosok száma | 210  | 226  | 215  | 308  | 367  | 381  | 390  | 401  | 409  | 419  |
|               | 1968 | 1982 | 1990 | 2006 | 2013 | 2015 | 2017 | 2019 | 2020 | 2022 |